# Тиховарка

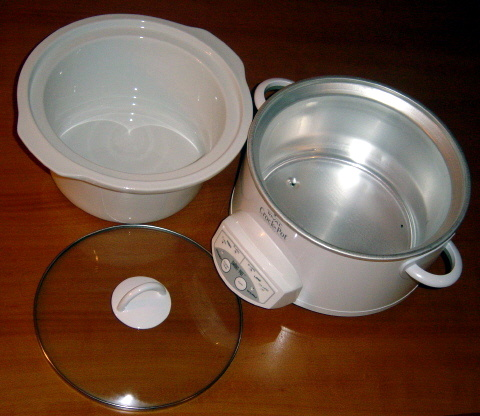
Чаша, корпус, крышка

Тиховарка, медленноварка — электрокастрюля для приготовления пищи методом томления.
Состоит из корпуса с крышкой и толстостенной керамической чаши, устанавливаемой в корпус с нагревательным элементом, тепло от которого передаётся чаше через воздушный зазор в 5—7 мм.

## История
По описанию Лелы Нарги (англ. Lela Nargi), идея тиховарки происходит от горшка для приготовления бобов (en:beanpot), известного с древнейших времён. В Новой Англии с XVIII века бобы оставлялись в печке на ночь; медленное приготовление бобов позволяло им впитать аромат добавок (например, бекона или мелассы), получавшееся блюдо дошло до наших дней под названием «бостонские бобы».
Точные обстоятельства первого оснащения горшка электроподогревом неизвестны. В 1936 году чикагский изобретатель Ирвинг Наксон (англ. Irving Naxon) запатентовал один из вариантов и пытался производить его под названием «Naxon Beanery All-Purpose Cooker». Попытка была неуспешной, но компания «The Naxon Utilities Corporation» была куплена компанией «Райвел», которая в 1971 году создала тиховарку, быстро ставшую популярной под маркой «Crock-Pot». В 1974 году появилась современная конструкция с отдельным керамическим резервуаром, что облегчило мытьё приспособления.
В России тиховарки впервые начали выпускать в конце 1990 года на Машиностроительном заводе имени Калинина в Екатеринбурге. Модель называлась «Парёнка». Её разработка осуществлялась при сотрудничестве с кулинарным писателем В. В. Похлёбкиным. Производство было остановлено в конце 1991 в связи с развалом СССР и нарушением торгово-экономических связей с Украиной, так как ситалловые чаши для тиховарок поставлялись шамотно-керамическим заводом в Донбассе.